# Liebiadziny (przystanek kolejowy)
Liebiadziny (biał. Лебядзіны, ros. Лебяжий) – przystanek kolejowy w Mińsku, na Białorusi.